# Bataille de Tuberneering
 (signalé en mai 2025).
Si vous disposez d'ouvrages ou d'articles de référence ou si vous connaissez des sites web de qualité traitant du thème abordé ici, merci de compléter l'article en donnant les références utiles à sa vérifiabilité et en les liant à la section « Notes et références ».
- Archive Wikiwix
- Bing
- Cairn
- DuckDuckGo
- E. Universalis
- Gallica
- Google
- G. Books
- G. News
- G. Scholar
- Persée
- Qwant
- (zh) Baidu
- (ru) Yandex
- (wd) trouver des œuvres sur Wikidata

Rébellion irlandaise
Batailles
- Ballymore-Eustace
- Naas
- Prosperous
- Kilcullen
- Carlow
- Harrow
- Tara Hill
- Oulart Hill
- Enniscorthy
- Newtownmountkennedy
- Three Rocks
- Bunclody
- Tuberneering
- New Ross
- Antrim
- Arklow
- Saintfield
- Ballynahinch
- Duncairn
- Ovidstown
- Foulksmills
- Vinegar Hill
- Ballyellis

- 1er Killala
- Ballina
- Castlebar
- Collooney
- Ballinamuck
- 2e Killala
- Île de Toraigh

La bataille de Tuberneering se déroula lors de la Rébellion irlandaise de 1798.

## La bataille
Le 4 juin 1798, dans le comté de Wexford une troupe de 400 soldats britanniques sous les ordres du lieutenant-colonel Walpole tomba dans une embuscade tendue par les Irlandais Unis. Cette troupe était composée de cavalerie régulière (le 4e régiement des Gardes de Dragon irlandaises Royales), de milice et d'auxiliaires, les Yeomanry. Attaqués dans un étroit défilé, Walpole et 100 de ses hommes furent tués, le reste, jetant armes et uniformes, prit la fuite. Les Dragons réguliers tentèrent de résister mais durent se retirer car le terrain désavantageait la cavalerie. Les rebelles irlandais s'emparèrent de 3 canons qui furent utilisés à la bataille d'Arklow.